# Parafia św. Jana Bosko w Pile
Parafia pw. Świętego Jana Bosko w Pile - parafia należąca do dekanatu Piła, diecezji koszalińsko-kołobrzeskiej, metropolii szczecińsko-kamieńskiej. Została utworzona dnia 29 września 1993. Obsługiwana przez księży Salezjanów. Siedziba parafii mieści się przy ulicy Libelta 3.

## Miejsca święte

### Kościół parafialny
Kościół św. Jana Bosko w Pile
Kościół parafialny w budowie od 1998.

### Kościoły filialne i kaplice
- Kaplica w domu Sióstr Salezjanek w Pile[1]
- Kaplica pw. Świętych Benedykta, Jana Mateusza, Izaaka i Krystyna - Pierwszych Męczenników Polskich w szpitalu w Pile[1]